# Thomas William Tayler
Pour les articles homonymes, voir Tayler.
Thomas William Tayler, né à Londres en 1822 et mort en 1895, est un minéralogiste et chimiste britannique.

## Biographie
Fils de l'amiral Joseph Needham Tayler (en), il effectue des recherches en chimie inorganique et, au printemps 1850 mène une mission d'exploration du Groenland pour une compagnie industrielle y ayant obtenu le monopole d'exploitation des mines. En 1854, il visite les mêmes parages et établit à Arksuk une mine de plomb argenté. Il y retourne en 1856. 
En 1863, pour Antony Gibbs & Sons, il dirige une nouvelle expédition au Groenland. Il part ainsi le 21 août 1863 de Gravesend dans le but de fonder une station à Ekalumiut mais bloqué par les glaces, il renonce en septembre à les franchir. Une deuxième expédition en 1864, toujours commandée par Tayler, sur un navire construit tout-exprès, le Erik à Dundee, partie de Reykjavík en Islande, renonce également.
Sa collection de minéraux recueillis au Groenland est conservée au British Museum.  